# サミー・ソーサ
サミュエル・ケルヴィン・ペラルタ・ソーサ（Samuel Kelvin Peralta Sosa, 1968年11月12日 - ）は、ドミニカ共和国サンペドロ・デ・マコリス州サンペドロ・デ・マコリス出身の元プロ野球選手（右翼手）。右投げ右打ち。
ニックネームは"Slammin' Sammy"（スラミン・サミー）。アメリカ合衆国外出身選手として2番目に多い本塁打記録を持つ。

## 経歴

### プロ入り前
貧しい家庭に育ち、7歳の時に父親が42歳で死去した。オレンジジュースの販売や靴磨きで生計を助け、木の枝をバット替わりにし牛乳の紙パックをグラブ替わりに野球をしていた。

### レンジャース時代
1985年7月30日、ドラフト外でテキサス・レンジャースと契約。
1989年6月16日のヤンキース戦でメジャーデビュー。

### ホワイトソックス時代
1989年7月29日シカゴ・ホワイトソックスへトレードで移籍。
1990年は153試合に出場してリーグ7位の32盗塁を記録し、二塁打・三塁打・本塁打・盗塁の4つの部門でリーグで唯一となる2桁以上の成績を残した。しかし打率は.233と低く、リーグで4番目に多い150三振を記録した。
1991年は開幕戦で2本塁打、5打点の活躍も、その後は打率が2割で推移し 不振のためシーズン途中マイナーに降格した。

### カブス時代
1992年3月30日にジョージ・ベルとのトレードで、ケン・パターソンとともにシカゴ・カブスへ移籍した。
1992年は故障者リスト入りしたため67試合の出場にとどまった。
1993年は33本塁打、36盗塁で球団史上初めて30-30を達成し、6月30日から7月2日にかけて9打席連続安打を放ち球団タイ記録（1902年以降）となり、9月29日には1試合4盗塁で球団タイ記録となった。
1994年は打率.300、25本塁打、70打点とビル・バックナー以来13年ぶりにチーム3冠を達成した。
1995年は36本塁打、34盗塁で再び30-30を達成した。オールスターに初めて選出され、シルバースラッガー賞を初受賞した。
1996年は8月20日に死球を受け、この試合を最後にシーズンを終えてしまった。本塁打数は40本を記録し、5月16日のアストロズ戦では、1イニング2本塁打と球団史上初の快挙を達成した。7月には打率.358、10本塁打、29打点の活躍でプレイヤー・オブ・ザ・マンスを初めて受賞した。
1997年は全162試合（161試合に先発出場）に出場して球団記録を更新する174三振。この年1998年から4年総額4250万ドルで契約延長した。
1998年、マーク・マグワイアとシーズン最多本塁打記録争いを繰り広げ、ともにロジャー・マリスが1961年に記録した年間最多本塁打記録61を破り、最終的にソーサが66本、マグワイアが70本を記録した。5月24日時点でソーサの本塁打数は9でマグワイアに対し15本も差があったが、翌日からの30日間に21本塁打を放ち、6月には月間新記録となる20本塁打を記録した。9月13日にマグワイアに5日遅れでマリスの記録を上回り、9月23日にシーズン11回目となる複数本塁打を放ち、ハンク・グリーンバーグのMLB記録に60年ぶりに並んだ。

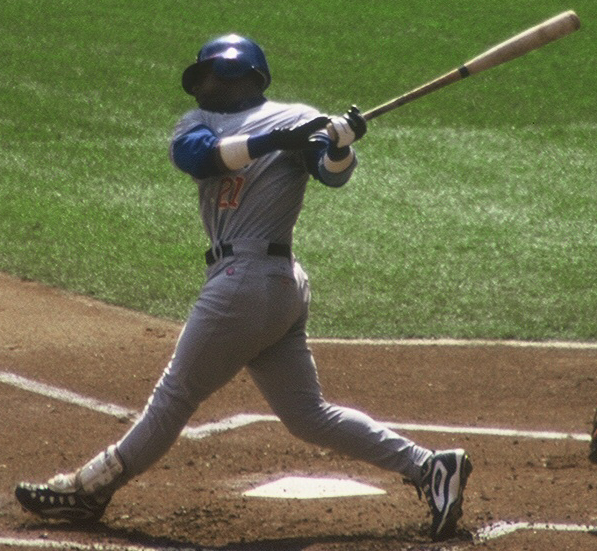
シカゴ・カブス時代
（1998年）

本塁打王になれなかったが、158打点で打点王。塁打数はリーグ最多の416を記録した。これは1948年にスタン・ミュージアルが429塁打を記録して以降最多である。チームのワイルドカードでのプレーオフ進出に貢献し、MVPの投票で32票中30票の1位票を集めMVPを受賞した。
1998年、1999年、2001年の3シーズンに60本塁打以上を記録したがいずれのシーズンも本塁打王のタイトルを獲得していない（1998年、マグワイア：70本、ソーサ：66本、1999年、マグワイア：65本、ソーサ：63本、2001年、バリー・ボンズ：73本、ソーサ：64本）。しかし2000年（50本塁打）と2002年（49本塁打）の2回本塁打王となっている。
1999年に制定されたハンク・アーロン賞の初代受賞者となっている。シーズン終了後には来日し、TBSの最強の男は誰だ!壮絶筋肉バトル!!スポーツマンNo.1決定戦に出場した。
2000年の本塁打競争ではケン・グリフィー・ジュニアを破りチャンピオンになっている。
2001年史上初めて3回目の60本塁打を達成した。425塁打、103長打、長打率.737はいずれも1930年にハック・ウィルソンが記録した423塁打、97長打、長打率.723を上回る球団新記録となった。
球団とは2002年から4年総額7200万ドルで契約延長した。　
2003年4月4日、500本塁打を達成。
6月3日、当時の本拠地シカゴで行われたデビルレイズ戦で、折れたバットの中から使用禁止されているコルクが入っているのが見つかった。ソーサは主審のティム・マクレランドから退場処分を受け、後に更に7試合の出場停止処分が下された。 発覚後、ESPN等のスポーツ誌は、1919年のブラックソックス事件に関わる有名なフレーズをもじって、"Say It Ain't Sosa!"（嘘だと言ってよソーサ!）という見出しをつけこの事件を報じた。本人は試合前の打撃練習のエキシビジョンで使用するためのものを誤って使用した、と弁明している。

### オリオールズ時代
2005年2月2日にマイク・フォンテノー、ジェリー・ヘアストンに加えマイナーリーガー1名プラス金銭とのトレードでボルチモア・オリオールズに移籍した。オリオールズにはラファエル・パルメイロが在籍していたため史上初めて500本塁打コンビとなった。しかしシーズンでは14本塁打、45打点と1992年以来の低水準で、同年オフにはオリオールズから再契約を断られた。同年オフにはNPB球団の阪神タイガースにもに自ら売り込みを行い、阪神も獲得を検討したが、実際に獲得することはなかった。

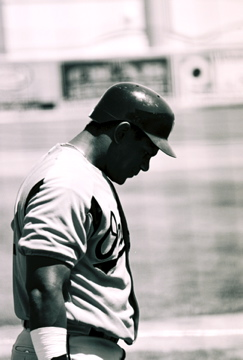
ボルチモア・オリオールズ時代
（2006年3月）

同年末にFA申請したものの、2006年シーズンが始まっても所属チームが決まらず、通算600本塁打を目前にしながら去就が注目されていたところ、ワシントン・ナショナルズから年俸100万ドルでのメジャー契約が提示されたものの拒否、事実上の引退状態となっていたが（公式の表明はせず）、2006年7月、シカゴ地元紙に2007年シーズンからの復帰の意向を明らかにし、シーズンオフにはトレーニングと併行して各球団との交渉を行った。1998年にマグワイアとの壮絶な本塁打争いが日本でも大きく取り上げられた経緯や、日米野球で来日した際にも大きな声援を受けた過去があったことから、同年オフには阪神や横浜ベイスターズなどのNPB球団にも売り込みをしたが、38歳という高齢や引退状態であった事によるプレーヤーとしてのブランクを懸念され、どの球団も入団には至らなかった。また中日ドラゴンズも右打ちの外野手を補強ポイントとしていたことから、ソーサの獲得の可能性が報じられたが、こちらも獲得には至らなかった。

### レンジャーズ復帰
2007年1月17日に、古巣であるレンジャーズとのマイナー契約に基本合意。キャンプでのメジャー復帰を目指していたが、オープン戦ではブランクを感じさせない好調ぶりでメジャー契約に切り替えとなり、開幕メジャーの25人枠入りも果たした。

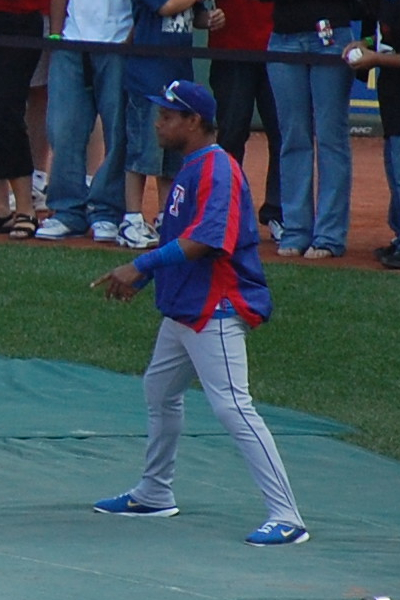
テキサス・レンジャーズ時代
（2007年7月2日）

2007年4月26日にジェイコブス・フィールドで行われたクリーブランド・インディアンス戦で通算44球場目となる本塁打を放ち、フレッド・マグリフとケン・グリフィー・ジュニアの持つメジャーリーグ記録を更新した。
4月は7本塁打の量産ぶりも、5月以降は一転沈黙。足踏み状態が続いていたが、6月20日の古巣カブス戦でMLB史上5人目の通算600号本塁打となる今季第12号を放ち、地元テキサスのファンは大歓声で祝福した。その記念ボールは同チームの大塚晶則投手がブルペンでキャッチ、その後ボールはソーサの手に渡った。
シーズン後半戦は欠場がちとなったが、114試合の出場ながら、21本塁打、92打点とまずまずの成績で、なお一線で活躍できることを示し、翌年以降の現役続行を表明した。ところが、オフのミッチェル報告書に端を発する大騒動の中で、ソーサの薬物疑惑も再燃。同報告書には名前が無かったものの、司法省の開示資料の中にソーサの名前があることが報じられた。同年フリーエージェントとなった。

### 2008年以降
現役引退後は、慈善事業などを手がけている。

## 人物

### 慈善活動
故郷のドミニカ共和国に総額120万ドルを投じて、オフィスビル「30-30プラザ」を設立。市民に対して、職を供給している。また、国を問わず、難病に苦しむ子供たちの病院を訪れたり、障害者のための基金を運営するなど、様々な慈善活動に熱心に取り組んでいる。

### 薬物使用疑惑
2005年3月17日の下院公聴会における証言では禁止薬物の使用に関しては全面否定している。しかし2009年6月16日、6年前に実施された名前非公表のドーピング検査で禁止薬物に陽性反応を示していたことがニューヨーク・タイムズ紙によって報じられた（何の薬物であるかは明らかにされなかった）。
2024年12月19日、潔白を主張し続けていたステロイド疑惑について、禁止薬物の使用を直接認めなかったものの「162試合以上の試合に出場できる体力を維持するため、ケガから回復するため、できる限りのことをしたことがあります。法律を破ったことはありませんが、振り返ってみると過ちを犯してしまい、申し訳ありません」と「過ち」を謝罪する声明を発表し、ドーピングを事実上認める立場を取った。この声明を受け、カブスのトム・リケッツオーナーはソーサと和解し、リケッツは2025年のカブスの大会に招待することを表明した。

## 詳細情報

### 年度別打撃成績
| 年 度     | 球 団     | 試 合 | 打 席 | 打 数 | 得 点 | 安 打 | 二 塁 打 | 三 塁 打 | 本 塁 打 | 塁 打 | 打 点 | 盗 塁 | 盗 塁 死 | 犠 打 | 犠 飛 | 四 球 | 敬 遠 | 死 球 | 三 振 | 併 殺 打 | 打 率 | 出 塁 率 | 長 打 率 | O P S |
| --------- | --------- | ----- | ----- | ----- | ----- | ----- | -------- | -------- | -------- | ----- | ----- | ----- | -------- | ----- | ----- | ----- | ----- | ----- | ----- | -------- | ----- | -------- | -------- | ----- |
| 1989      | TEX       | 25    | 88    | 84    | 8     | 20    | 3        | 0        | 1        | 26    | 3     | 0     | 2        | 4     | 0     | 0     | 0     | 0     | 20    | 3        | .238  | .238     | .310     | .548  |
| 1989      | CWS       | 33    | 115   | 99    | 19    | 27    | 5        | 0        | 3        | 41    | 10    | 7     | 3        | 1     | 2     | 11    | 2     | 2     | 27    | 3        | .273  | .351     | .414     | .765  |
| '89計     | CWS       | 58    | 203   | 183   | 27    | 47    | 8        | 0        | 4        | 67    | 13    | 7     | 5        | 5     | 2     | 11    | 2     | 2     | 47    | 6        | .257  | .303     | .366     | .669  |
| 1990      | CWS       | 153   | 579   | 532   | 72    | 124   | 26       | 10       | 15       | 215   | 70    | 32    | 16       | 2     | 6     | 33    | 4     | 6     | 150   | 10       | .233  | .282     | .404     | .687  |
| 1991      | CWS       | 116   | 338   | 316   | 39    | 64    | 10       | 1        | 10       | 106   | 33    | 13    | 6        | 5     | 1     | 14    | 2     | 2     | 98    | 5        | .203  | .240     | .335     | .576  |
| 1992      | CHC       | 67    | 291   | 262   | 41    | 68    | 7        | 2        | 8        | 103   | 25    | 15    | 7        | 4     | 2     | 19    | 1     | 4     | 63    | 4        | .260  | .317     | .393     | .710  |
| 1993      | CHC       | 159   | 641   | 598   | 92    | 156   | 25       | 5        | 33       | 290   | 93    | 36    | 11       | 0     | 1     | 38    | 6     | 4     | 135   | 14       | .261  | .309     | .485     | .794  |
| 1994      | CHC       | 105   | 458   | 426   | 59    | 128   | 17       | 6        | 25       | 232   | 70    | 22    | 13       | 1     | 4     | 25    | 1     | 2     | 92    | 7        | .300  | .339     | .545     | .884  |
| 1995      | CHC       | 144   | 629   | 564   | 89    | 151   | 17       | 3        | 36       | 282   | 119   | 34    | 7        | 0     | 2     | 58    | 11    | 5     | 134   | 8        | .268  | .340     | .500     | .840  |
| 1996      | CHC       | 124   | 541   | 498   | 84    | 136   | 21       | 2        | 40       | 281   | 100   | 18    | 5        | 0     | 4     | 34    | 6     | 5     | 134   | 14       | .273  | .323     | .564     | .888  |
| 1997      | CHC       | 162   | 694   | 642   | 90    | 161   | 31       | 4        | 36       | 308   | 119   | 22    | 12       | 0     | 5     | 45    | 9     | 2     | 174   | 16       | .251  | .300     | .480     | .779  |
| 1998      | CHC       | 159   | 722   | 643   | 134   | 198   | 20       | 0        | 66       | 416   | 158   | 18    | 9        | 0     | 5     | 73    | 14    | 1     | 171   | 20       | .308  | .377     | .647     | 1.024 |
| 1999      | CHC       | 162   | 712   | 625   | 114   | 180   | 24       | 2        | 63       | 397   | 141   | 7     | 8        | 0     | 6     | 78    | 8     | 3     | 171   | 17       | .288  | .367     | .635     | 1.002 |
| 2000      | CHC       | 156   | 705   | 604   | 106   | 193   | 38       | 1        | 50       | 383   | 138   | 7     | 4        | 0     | 8     | 91    | 19    | 2     | 168   | 12       | .320  | .406     | .634     | 1.040 |
| 2001      | CHC       | 160   | 711   | 577   | 146   | 189   | 34       | 5        | 64       | 425   | 160   | 0     | 2        | 0     | 12    | 116   | 37    | 6     | 153   | 6        | .328  | .437     | .737     | 1.174 |
| 2002      | CHC       | 150   | 666   | 556   | 122   | 160   | 19       | 2        | 49       | 330   | 108   | 2     | 0        | 0     | 4     | 103   | 15    | 3     | 144   | 14       | .288  | .399     | .594     | .993  |
| 2003      | CHC       | 137   | 589   | 517   | 99    | 144   | 22       | 0        | 40       | 286   | 103   | 0     | 1        | 0     | 5     | 62    | 9     | 5     | 143   | 14       | .279  | .358     | .553     | .911  |
| 2004      | CHC       | 126   | 539   | 478   | 69    | 121   | 21       | 0        | 35       | 247   | 80    | 0     | 0        | 0     | 3     | 56    | 4     | 2     | 133   | 9        | .253  | .332     | .517     | .849  |
| 2005      | BAL       | 102   | 424   | 380   | 39    | 84    | 15       | 1        | 14       | 143   | 45    | 1     | 1        | 0     | 3     | 39    | 3     | 2     | 84    | 15       | .221  | .295     | .376     | .671  |
| 2007      | TEX       | 114   | 454   | 412   | 53    | 104   | 24       | 1        | 21       | 193   | 92    | 0     | 0        | 0     | 5     | 34    | 3     | 3     | 112   | 11       | .252  | .311     | .468     | .779  |
| MLB：18年 | MLB：18年 | 2354  | 9896  | 8813  | 1475  | 2408  | 379      | 45       | 609      | 4704  | 1667  | 234   | 107      | 17    | 78    | 929   | 154   | 59    | 2306  | 202      | .273  | .344     | .534     | .878  |

- 各年度の太字はリーグ最高

### 年度別守備成績
| 年 度 | 球 団 | 左翼（LF） | 左翼（LF） | 左翼（LF） | 左翼（LF） | 左翼（LF） | 左翼（LF） | 中堅（CF） | 中堅（CF） | 中堅（CF） | 中堅（CF） | 中堅（CF） | 中堅（CF） | 右翼（RF） | 右翼（RF） | 右翼（RF） | 右翼（RF） | 右翼（RF） | 右翼（RF） |
| 年 度 | 球 団 | 試 合      | 刺 殺      | 補 殺      | 失 策      | 併 殺      | 守 備 率   | 試 合      | 刺 殺      | 補 殺      | 失 策      | 併 殺      | 守 備 率   | 試 合      | 刺 殺      | 補 殺      | 失 策      | 併 殺      | 守 備 率   |
| ----- | ----- | ---------- | ---------- | ---------- | ---------- | ---------- | ---------- | ---------- | ---------- | ---------- | ---------- | ---------- | ---------- | ---------- | ---------- | ---------- | ---------- | ---------- | ---------- |
| 1989  | TEX   | 12         | 20         | 1          | 1          | 0          | .955       | 8          | 14         | 0          | 1          | 0          | .933       | 1          | 0          | 0          | 0          | 0          | ----       |
| 1989  | CWS   | 1          | 0          | 0          | 0          | 0          | ----       | 25         | 44         | 1          | 2          | 0          | .957       | 9          | 15         | 0          | 0          | 0          | 1.000      |
| '89計 | CWS   | 13         | 20         | 1          | 1          | 0          | .955       | 33         | 58         | 1          | 3          | 0          | .952       | 10         | 15         | 0          | 0          | 0          | 1.000      |
| 1990  | CWS   | -          | -          | -          | -          | -          | -          | 1          | 1          | 0          | 0          | 0          | 1.000      | 152        | 313        | 14         | 13         | 1          | .962       |
| 1991  | CWS   | 1          | 0          | 0          | 0          | 0          | ----       | 14         | 19         | 1          | 0          | 0          | 1.000      | 102        | 195        | 5          | 6          | 0          | .971       |
| 1992  | CHC   | -          | -          | -          | -          | -          | -          | 67         | 145        | 4          | 6          | 1          | .961       | -          | -          | -          | -          | -          | -          |
| 1993  | CHC   | -          | -          | -          | -          | -          | -          | 70         | 145        | 5          | 5          | 2          | .968       | 114        | 201        | 11         | 4          | 2          | .981       |
| 1994  | CHC   | -          | -          | -          | -          | -          | -          | 15         | 29         | 1          | 2          | 0          | .938       | 98         | 218        | 4          | 6          | 2          | .974       |
| 1995  | CHC   | -          | -          | -          | -          | -          | -          | -          | -          | -          | -          | -          | -          | 143        | 318        | 13         | 13         | 4          | .962       |
| 1996  | CHC   | -          | -          | -          | -          | -          | -          | -          | -          | -          | -          | -          | -          | 124        | 253        | 15         | 10         | 1          | .964       |
| 1997  | CHC   | -          | -          | -          | -          | -          | -          | -          | -          | -          | -          | -          | -          | 161        | 325        | 16         | 8          | 1          | .977       |
| 1998  | CHC   | -          | -          | -          | -          | -          | -          | 7          | 15         | 0          | 0          | 0          | 1.000      | 156        | 324        | 14         | 9          | 2          | .974       |
| 1999  | CHC   | -          | -          | -          | -          | -          | -          | 25         | 77         | 3          | 1          | 0          | .988       | 146        | 322        | 5          | 8          | 3          | .976       |
| 2000  | CHC   | -          | -          | -          | -          | -          | -          | 2          | 2          | 0          | 0          | 0          | 1.000      | 156        | 321        | 4          | 10         | 1          | .970       |
| 2001  | CHC   | -          | -          | -          | -          | -          | -          | -          | -          | -          | -          | -          | -          | 160        | 326        | 8          | 6          | 1          | .982       |
| 2002  | CHC   | -          | -          | -          | -          | -          | -          | -          | -          | -          | -          | -          | -          | 150        | 283        | 7          | 6          | 1          | .980       |
| 2003  | CHC   | -          | -          | -          | -          | -          | -          | -          | -          | -          | -          | -          | -          | 137        | 212        | 2          | 5          | 1          | .977       |
| 2004  | CHC   | -          | -          | -          | -          | -          | -          | -          | -          | -          | -          | -          | -          | 124        | 238        | 5          | 4          | 2          | .984       |
| 2005  | BAL   | -          | -          | -          | -          | -          | -          | -          | -          | -          | -          | -          | -          | 66         | 121        | 3          | 3          | 1          | .976       |
| 2007  | TEX   | -          | -          | -          | -          | -          | -          | -          | -          | -          | -          | -          | -          | 16         | 32         | 1          | 0          | 0          | 1.000      |
| MLB   | MLB   | 14         | 20         | 1          | 1          | 0          | .955       | 234        | 491        | 15         | 17         | 3          | .967       | 2015       | 4017       | 127        | 111        | 23         | .974       |

- 各年度の太字はリーグ最高

### タイトル
- 本塁打王：2回（2000年、2002年）
- 打点王：2回（1998年、2001年）

### 表彰
- シーズンMVP：1回（1998年）
- シルバースラッガー賞（外野手部門）：6回（1995年、1998年 - 2002年）
- ハンク・アーロン賞：1回（1999年）
- ロベルト・クレメンテ賞：1回（1998年）

### 記録
- オールスター選出：7回（1995年、1998年 - 2002年、2004年）
- 通算本塁打：609（歴代9位）
- 通算三振数：2306（歴代4位）
- 連続2試合での合計打点：14（2002年8月10日、11日：ナショナルリーグ記録）
- シーズン複数本塁打試合数：11（1998年、歴代1位タイ）※ハンク・グリーンバーグ（1938年）に並ぶ

### 背番号
- 17（1989年 - 同年途中）
- 25（1989年途中 - 1991年）
- 21（1992年 - 2005年、2007年）